# Middle Island (Ontario)
Middle Island – niezamieszkana kanadyjska wyspa na jeziorze Erie, w prowincji Ontario. Znajduje się na niej najdalej wysunięty na południe lądowy punkt Kanady o szerokości geograficznej 41°40′53"N. Jej powierzchnia wynosi 18,5 hektara (0,185 km2). Do 2000 roku wyspa była własnością Jake'a Sweeny'ego, sprzedawcy samochodowego z Ohio. Po jego śmierci została zakupiona na aukcji przez organizację Nature Conservancy of Canada za kwotę 866 250 USD i 6 września 2000 roku przekazana rządowi kanadyjskiemu. Od 19 lipca 2001 roku jest ona częścią Parku Narodowego Point Pelee. W latach 70. XIX wieku na wyspie zbudowano drewnianą latarnię, która funkcjonowała od 18 września 1872 do 1918 roku.